# 菱科
菱科（学名：Trapoideae），只有一菱属约30余种，生长在亚洲、欧洲和非洲的热带和温带地区，都是水生植物，果实富含淀粉，可以食用，典型的品种是菱角。
1981年的克朗奎斯特分类法将本科列入桃金娘目，1998年根据基因亲缘关系分类的APG 分类法和2003年经过修订的APG II 分类法不承认这个科，将本属合并到千屈菜科中。